# Rhytidognathus
Rhytidognathus is een geslacht van kevers uit de familie van de loopkevers (Carabidae). De wetenschappelijke naam van het geslacht is voor het eerst geldig gepubliceerd in 1861 door Chaudoir.

## Soorten
Het geslacht Rhytidognathus omvat de volgende soorten:
- Rhytidognathus ovalis (Dejean, 1831)
- Rhytidognathus platensis Roig-Junient & Rouaux, 2012